# Jeu des petits chevaux
Juego de mesa similar al Ludo. La mecánica está a medio camino entre el Ludo y el Parcheesi. Proviene de Francia y es sinónimo de Le Jeu de Dada y de T'en fais pas.

## Origen
Proviene del antiguo Chaupar y Pachisi de la India, juegos de mesa contemporáneos. Después de que la reina Victoria se declaró emperatriz de dicho país, se tomaron prestadas algunas costumbres y juegos, como éste. 

## Mecánica del juego
El Pachisi original se jugaba con unas conchas llamadas cauris, pero el Petits Chevaux, junto con otros derivados del Pachisi, como el Ludo, se juega con dados y fichas. Es para dos, tres o cuatro jugadores con hasta cuatro fichas. Para conocer las reglas, ver artículo de Ludo.

## Juegos relacionados
- Chaupar y Pachisi, de India.
- Mensch-argëre-dich-nicht y Non t'arrabiare, de Alemania e Italia, respectivamente.
- Ludo y Parchís, de Inglaterra y España, respectivamente.
- Parqués, de Colombia

Hay otras variaciones del mismo juego en Suiza y Alemania del Este. Básicamente es el mismo juego. Las diferentes variaciones cambian en el número de dados (en el parchís y Ludo es uno solo), en la posibilidad de efectuar bloqueos (cuando hay dos fichas del mismo jugador en una casilla las fichas de los oponentes no pueden pasar por encima a menos de que se destruya el bloqueo cayendo encima de la casilla).
- Datos: Q669917